# Vízilabda

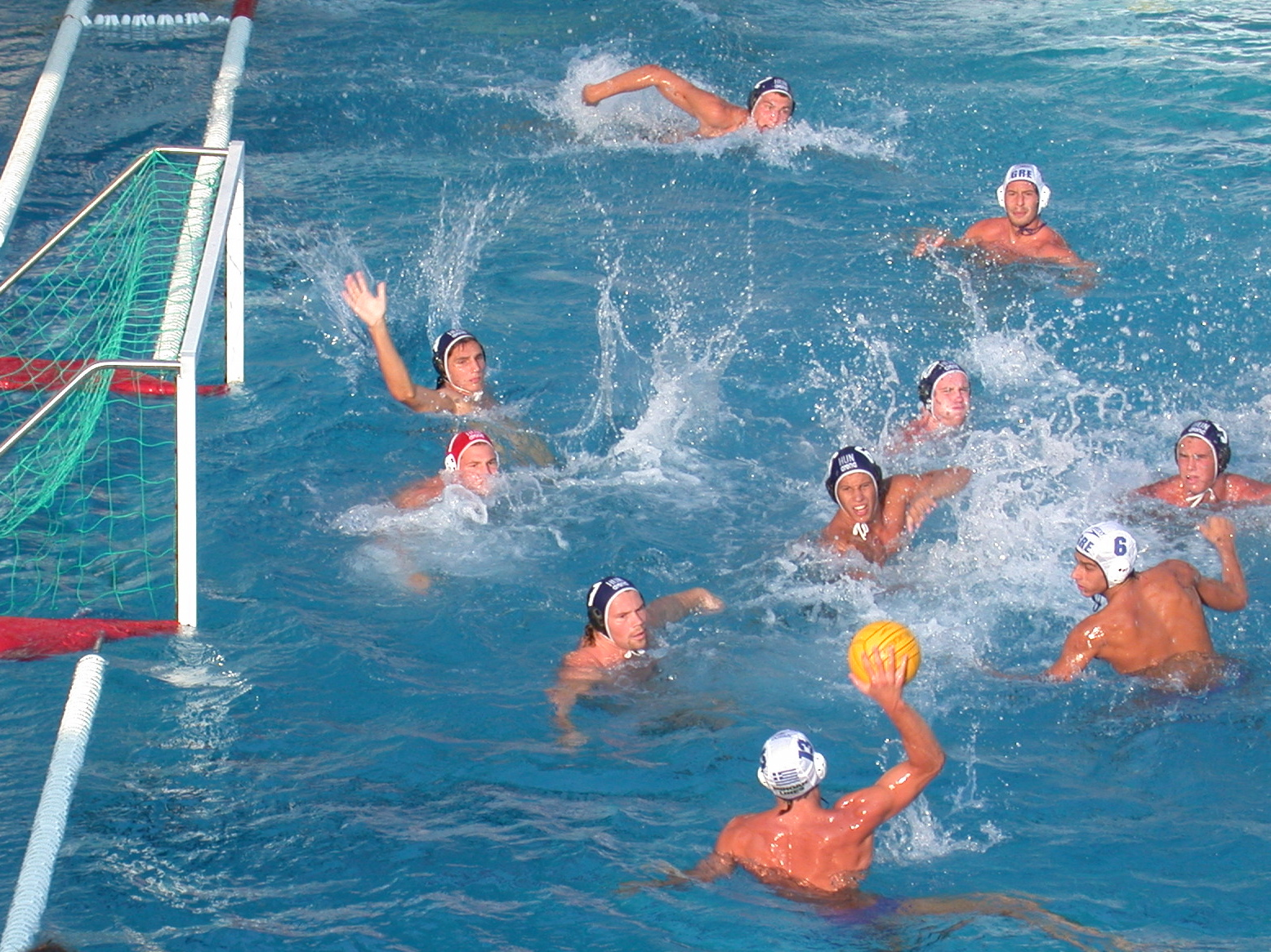
Görögország-Magyarország meccs a 2004-es nápolyi ifjúsági vb-n

A vízilabda vagy régebbi elnevezéssel vízipóló olyan labdajáték, melyet két, 7–7 fős csapat (hat mezőnyjátékos + egy kapus) vív egymás ellen egy medencében. A játékidő négy negyedből áll, amely alatt a csapatok célja a gólszerzés, a több gólt szerző csapat nyeri meg a mérkőzést. Az általános forma, amelybe a játékosok felállnak, a patkó alakzat. A védekező játékosoknak célszerű, de nem kötelező a kapunak háttal és a kapuhoz közelebb felfeküdve elhelyezkedniük. A vízilabda összetett sportág, főleg a futball, az úszás, a kosárlabda, a röplabda, a jéglabda és a jégkorong elemeiből épül fel, ezek ötvözete.
Egy jó vízilabda-játékos erős, mint egy hokijátékos, pontosan dob vagy továbbít, mint egy kosaras vagy röplabdás, kiváló az állóképessége, akár egy hosszútávúszónak és remek a taktikai érzéke, akár egy sakkozónak.

## Története

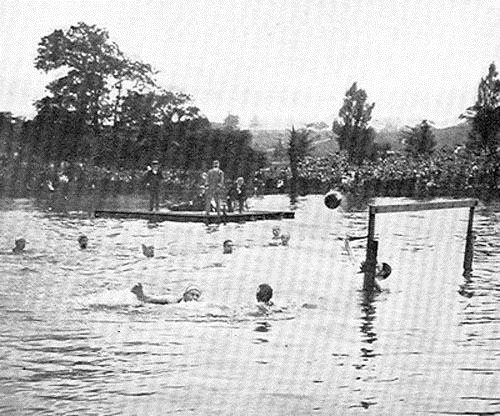
Vízilabda az 1900-as Olimpián

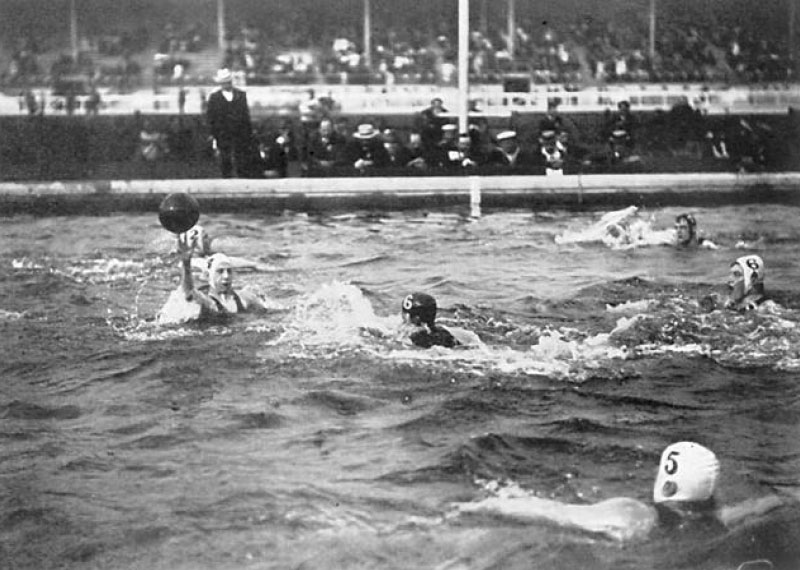
Vízilabda az 1908-as Olimpián

A modern vízilabda alapjait William Wilson skót újságíró és úszóedző fektette le 1877-ben, mikor az aberdeeni Bon Accord Fesztiválra úszótanoncainak kitalált és rögzített néhány alapszabályt egy általa vízifocinak nevezett csapatjátékhoz. Az első vízilabdameccs ezen a fesztiválon, a Dee folyó partján zajlott le. Bár nagyban eltért a mai vízipólótól, mégis akkora népszerűségre tett szert, hogy a brit úszószövetség (Swimming Association of Great Britain) 1885-ben Wilson szabálykönyvét jelentősen kiegészítve, illetve némileg átírva, vízilabda néven önálló sportágnak ismerte el. Ez a változat aztán rövid idő alatt meghódította az egész világot.

## Szabályok
Játékosok száma
A mérkőzésen részt vevő csapatban a FINA által hozott szabály szerint, összesen 13 (Magyarországon 14) játékos lehet, a medencében egyszerre azonban hét játékos (6 mezőnyjátékos és 1 kapus) lehet. A medencetérben a két vízilabdacsapat (2×13 játékos), a két csapat edzője (esetenként egy-két segédedzővel), egy vagy két játékvezető, a meccsre felügyelő zsűri (titkár, időmérő stb.), egy orvos és a csapatok saját masszőrje tartózkodhat. Nagyobb meccseken a sajtó képviselői is ott lehetnek, amennyiben a mérkőzést nem zavarják. A segédedzőknek a kispad mellett kell helyet foglalniuk, míg az edző a hat métert jelző sárga vonalig elmehet.
Sapkák
A hazai csapat általában fehér, míg a vendégcsapat játékosai kék sapkában játszanak. A kapusoknak piros sapkát kell viselniük.
A játékidő
Egy meccs 32 perc tiszta játékidő (vagyis az óra áll, ha a játék áll), melyet 4×8 perces negyedekre osztanak. Az 1–2., illetve a 3–4. negyed között 2 perc szünetet, a 2–3. negyed között (félidőben) 3 perc szünetet kell tartani. Minden negyed kezdetén a pálya közepén, a labdatartóban elhelyezett labdáért a játékvezető sípjelére az alapvonaltól úsznak fel a csapatok. Ha a medencében nincs „kosár” (amibe a labdát helyezik kezdéskor), akkor a zsűriasztal felőli játékvezető a medence szélén dobja be a labdát.
Támadóidő
Egy csapatnak 30 másodperce van arra, hogy támadjon. Ha ez lejár kapura lövés nélkül, automatikusan a másik együttes következik. A támadóidő mérése 20 másodpercről újraindul, ha a támadó csapat a lövés után visszaszerzi a labdát (pl. kapufáról visszapattan). Kiállítás, sarokdobás vagy ötméteres kipattanójából megszerzett labda esetén is 20 másodpercről újraindul a támadóidő.
Labdaérintés
A labdát a test bármely részével meg szabad érinteni. Csupán két tiltás van: két kézzel egyszerre (kivéve a kapusokat az 5 méteres vonalon belül), illetve ökölbe szorított kézzel tilos beleérni (kivéve a kapusokat az 5 méteres vonalon belül), tehát a fejjel, lábbal vagy más testrésszel szerzett gól ugyanúgy érvényes, ha nem előzte meg szabálytalanság a találatot.
Gól
Gólt dobni akcióból bárhonnan, illetve rögzített helyzetben kapuskidobásból vagy 5 méteren kívülről megítélt szabaddobásból közvetlenül lehet, míg sarokdobásból (szöglet), oldalbedobásból és 5 méteren belül megítélt szabaddobásból nem. Ezen esetekben legalább egy csapattárs beleérése is szükséges, az ellenfél játékosa – a kapus sem – nem számít (ez utóbbi futballban a közvetett szabadrúgásnak felel meg). Az érvényes gólt kapott csapat középkezdésből indul.
Büntető
A gólvonaltól mért 5 méteres sávon belül elkövetett minden olyan szabálytalanságért büntető jár, amely közvetlen gólhelyzetet akadályozott meg, de 5 méterest a pálya bármely részén elkövetett brutalitás miatt is ítélhet a játékvezető és végleg cserével kiküldheti a vétkes játékost. Ez esetben a támadó csapat egyik tagja a kapuval szemben, a pálya szélein jelölt 5 méteres vonal mentén helyezkedik el és onnan lőheti a büntetőt, míg a mezőny többi tagja (kivéve a védekező csapat kapusát, aki a kapuban van) ezen a vonalon kívül várakozik. A büntetődobást egyből el kell lőni, nem szabad a labdát lóbálni.
Kiállítás
A kiállított játékosnak a piros kötéllel elkerített zónába kell úsznia. A kötelet nem szabad lenyomni, és csak úgy lehet visszajönni, hogy átbújik a piros kötél alatt. Akkor állhat vissza a játékba a kiállított, ha a 20 másodperc tiszta játékidő eltelt (és mutatják a bírók vagy a zsűriasztalról, hogy visszajöhet), vagy gól esik, vagy a saját csapata megszerzi a labdát, vagy a saját csapata javára szabaddobást, vagy kapuskidobást ítélnek.
A támadóidő és a tiszta játékidő hossza változó
- FINA világliga meccseken: 32 perc tiszta játékidő, 4×8 perces negyedekre osztva.
- Olimpia: 32 perc tiszta játékidő, 4×8 perces negyedekre osztva, (csak itt) 30 mp-es támadóidő.
- Nemzeti liga és nemzetközi kupa meccseken: 32 perc tiszta játékidő, 4×8 perc.
- Egyetemi liga
  - végzősök: 28 perc tiszta játékidő, 4×7 perc.
  - hallgatók: 24 perc tiszta játékidő, 4×6 perc.
  - elsőévesek: 20 perc tiszta játékidő, 4×5 perces negyedekre osztva.

Új szabályok
Kapust akadályozni, faultolni tilos! Az ellenfél térfelén való szabálytalankodásért szintén kiállítás jár. Szabaddobást elvégző játékost nem szabad zavarni. A zónázás mindenhol érvényes, kivéve a vidék bajnokság 1. korcsoportjának számára és a gyermekbajnokságokon. A nők 4-es, míg a férfiak 5-ös labdával játszanak.

## A modern játéktér

### A medence
A játéktér méretei nincsenek pontosan meghatározva. A gólvonalak közötti távolság 20–30 méter, míg a játéktér szélessége 10 és 20 méter között változhat. A víz mélysége általában 180-210 centiméter (ideális esetben), míg a víz hőmérséklete 17 és 26°C között változhat. 17 °C alatti vízben a csapatok nem kötelezhetők a kiírt mérkőzés lejátszására.

### Eszközök és jelzések
Jelzések: A játéktér mindkét oldalán jól láthatóan bóják jelölik a kapuvonalat (fehér bója), az ettől mért 2 méteres vonalat (piros bója), (ezen belül van a kapus védett területe, ahol támadó csak akkor tartózkodhat, ha a labda már bent van) és az 5 méteres (sárga bója), (büntető) vonalat, valamint a pálya felezővonalát (szintén fehér bója). A játéktér határa a kapuvonal mögött 30 cm-rel húzódik. A medence két sarkában vagy a kapuk mögött, de a vízből a támadó csapat által jól látható helyen vannak elhelyezve a támadóidőt jelző órák.
Ha egy támadó játékos a 2 méteres vonalon belülre kerül úgy, hogy a labda nincs azon a sávon belül, az lesnek minősül és a védekező csapatot illeti a játékszer.
A kapuk fából vagy fémből készülnek, melyeket a játéktér két végén – az oldalvonalaktól egyenlő távolságra – szilárdan rögzítenek úgy, hogy azok a medence végétől és mindenféle akadálytól legalább 30 cm távolságra állnak.
A kapufák közötti távolság 3 méter, a kapu magassága 90 cm, feltéve, hogy a víz mélysége nagyobb mint 150 cm. Ha a víz ennél sekélyebb, akkor a kapu keresztlécének távolsága a medence fenekétől számítva 240 cm.
A labda kerülete férfi mérkőzéseken 68 és 71 cm között, női mérkőzéseken 65 és 67 cm között változhat, vízhatlan, recés felületű és zsiradékmentes. Tömege 400 és 450 gramm közötti.